# Bela I de Hungría
Bela I (en latín, Bela I; en húngaro, I. Béla; en eslovaco, Belo I; antes de 1020-11 de septiembre de 1063), llamado «el Campeón» (en húngaro, I. Bajnok) o «el Bisonte» (Bölény Béla), fue rey de Hungría desde 1060 hasta su muerte. Descendía de una rama más joven de la dinastía Árpád. Su nombre bautismal era Adalberto. Salió de Hungría en 1031 junto con sus hermanos, Levente y Andrés, tras la ejecución de su padre, Basilio (Vazul). Bela se estableció en Polonia y se casó con Riquilda (o Adelaida), hija del rey Miecislao II Lampert.
Regresó a su patria por invitación de su hermano Andrés, que había sido coronado rey de Hungría. El rey asignó a Bela la administración de un ducado (ducatus) que abarcaba alrededor de un tercio del territorio del Reino de Hungría. La relación de los dos hermanos se tornó tensa al final del reinado de Andrés, cuando coronó rey a su hijo Salomón y obligó a Bela a constatar públicamente el derecho de su sobrino al trono en 1057 o 1058. Sin embargo, se rebeló contra su hermano con ayuda de sus familiares polacos y lo destronó en 1060. Introdujo la reforma monetaria y reprimió el último levantamiento dirigido a la restauración del paganismo en Hungría. Fue herido de muerte cuando su trono se derrumbó mientras estaba sentado en él.

## Primeros años
La mayoría de las crónicas húngaras, incluida la Gesta Hunnorum et Hungarorum de Simón de Kéza y la Crónica iluminada (Chronicon Pictum), registran que el padre de Bela fue Ladislao el Calvo, un primo de Esteban, el primer rey de Hungría. Sin embargo, muchas de las mismas fuentes añaden que «a veces se afirma» que Bela y sus dos hermanos, Levente y Andrés, eran en realidad los hijos del hermano de Ladislao el Calvo, Basilio (Vazul). Las crónicas también mencionan rumores que afirman que los tres hermanos eran hijos ilegítimos de su padre, nacidos de «una joven del clan Tátony». Los historiadores modernos —que aceptan la fiabilidad de estas crónicas en este asunto— afirman unánimemente que los tres hermanos fueron hijos de Basilio y su concubina.
Bela nació entre 1015 y 1020. Se discute si fue el segundo o el tercer hijo. Entre los que defienden la primera opción está, por ejemplo, el historiador polaco Wincenty Swoboda, mientras que los expertos húngaros Gyula Kristó y Ferenc Makk optan por la segunda. Estos últimos indicaron que el nombre de Bela «probablemente» derivó del adjetivo túrquico bujla («noble»). Sin embargo, el nombre también puede estar relacionado con la voz eslava para el color blanco (bjelij) o al nombre bíblico Bela (בלע).

## Exilio

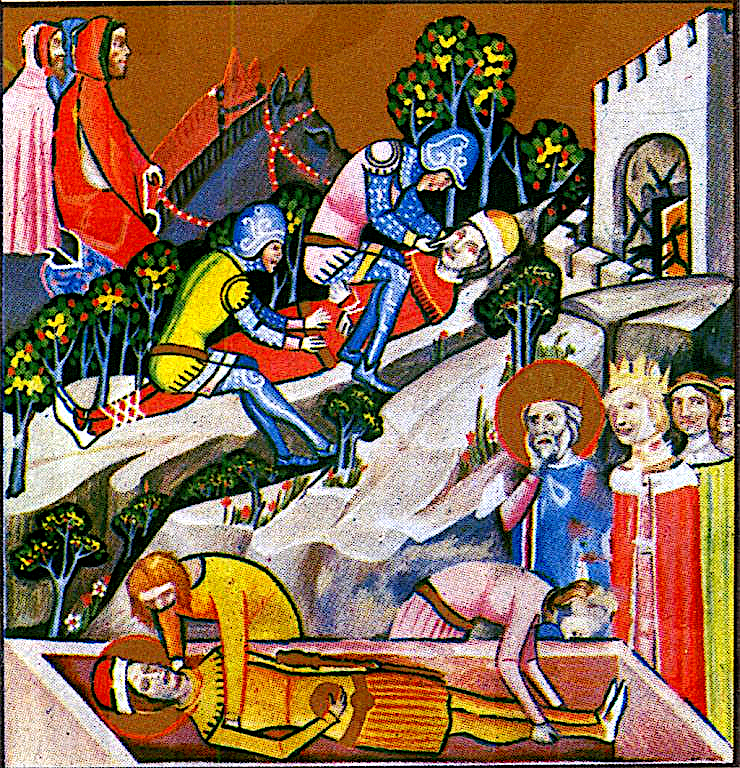
El cegamiento de Basilio (Vazul) después de la muerte de Emerico, el único hijo del rey Esteban I de Hungría (Crónica iluminada).

El único hijo del rey Esteban que sobrevivió a la infancia, Emerico, murió el 2 de septiembre de 1031. Después de eso, Basilio se convirtió en el principal pretendiente en la sucesión del rey. Sin embargo, el monarca sospechaba que Basilio se inclinaba al paganismo y decidió favorecer al hijo de su propia hermana, Pedro Orseolo. Para asegurar la sucesión de su sobrino, Esteban ordenó cegar a Basilio. Bela y sus dos hermanos huyeron del reino.
Primero se establecieron en Bohemia, pero su «condición de vida era pobre y mala». Se trasladaron luego a Polonia, donde «recibieron una cálida acogida» del rey Miecislao II Lampert. Según las crónicas húngaras, Bela participó en una expedición polaca contra los paganos pomeranos y derrotó a su duque «en combate singular». La Crónica iluminada narra que el monarca polaco «elogió la audacia y la fuerza del duque Bela y le otorgó todo el tributo de los pomeranos». El rey incluso le dio a su hija —llamada Riquilda o Adelaida— en matrimonio y le concedió «una buena cantidad de tierra». Makk argumentó que Bela no fue bautizado hasta justo antes de su matrimonio; su nombre bautismal era Adalberto, equivalente germano del húngaro Bela.

En aquel tiempo los pomeranos rechazaron pagar su tributo anual al duque de Polonia, al que estaban sometidos. El duque se dispuso a exigir por la fuerza de las armas el tributo que le correspondía de los pomeranos. Entonces los pomeranos, que eran paganos, y los polacos, que eran cristianos, convinieron en que sus jefes disputarían un duelo, y si el pomerano caía derrotado, rendiría el tributo de costumbre; y si [era vencido] el polaco, entonces lamentaría su pérdida. Dado que [el] duque [Miecislao] y sus hijos rehusaron el duelo por temor, [Bela] se presentó ante ellos y, por medio de un intérprete, habló así: “Si os complace, polacos, y al señor duque, aunque soy de nacimiento más noble que el pagano, lucharé por el bien de vuestro reino y por el honor del duque”. Esto fue del gusto tanto de los pomeranos como de los polacos. Cuando riñeron, armados con lanzas, se dice que [Bela] golpeó al pomerano [de una manera] tan varonil que lo derribó de su caballo; y el pomerano no podía moverse de donde había caído, y [Bela] lo golpeó con su espada. Entonces el duque de Pomerania se confesó derrotado; y los pomeranos, viendo esto, se sometieron humildemente al duque de Polonia y pagaron el tributo acostumbrado sin rechistar.
Crónica iluminada. 

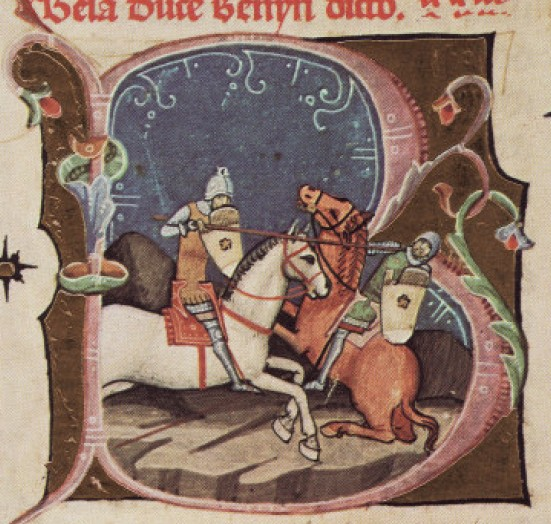
El duelo legendario de Bela con el jefe de los pomeranos de Polonia (Crónica iluminada).

El rey Miecislao II Lampert murió en 1034; su hijo y heredero, Casimiro, se vio obligado a abandonar Polonia. Siguió un período de anarquía, que duró al menos hasta 1039, cuando Casimiro regresó. Según Kristó y Makk, Bela estuvo en Polonia durante esta época; incluso puede haber administrado el reino en nombre de su cuñado ausente. Por otro lado, el historiador polaco Manteuffel escribió que Bela y sus dos hermanos —a diferencia de lo que afirman unánimemente las crónicas húngaras— llegaron a Polonia después de 1039, junto con Casimiro. No hay dudas de que Levente y Andrés se fueron de Polonia hacia el 1038, porque —según la Crónica iluminada— no querían «tener una vida de favoritos en la corte del duque de Polonia, en la que únicamente se los considerase los hermanos de Bela».

## Ducado
Al salir de Polonia, Andrés y Levente se establecieron en Kiev. Regresaron a Hungría después de que estallase una rebelión dominada por paganos contra el rey Pedro Orseolo en 1046. El monarca fue destronado y Andrés fue proclamado rey. Levente murió en el mismo año y Andrés, aún sin hijos, decidió invitar a Bela a regresar a Hungría.

Después de haber perdido a un hermano, el rey Andrés envió [un mensajero] a Polonia a su otro hermano Bela, llamándolo con gran amor y diciendo: “Una vez compartimos la pobreza y el trabajo juntos, y ahora te pido, querido hermano, que vengas a mí sin demorarte, para que seamos compañeros de alegría y participemos de las cosas buenas del reino, regocijándonos mutuamente, porque no tengo ni heredero ni hermano[,] solo a ti: serás mi heredero, y me sucederás en el reino”. Ganado por estas palabras, Bela vino al rey con toda su familia. Cuando el monarca lo vio, se regocijó con gran júbilo, porque estaba fortalecido por la fuerza de su hermano. Entonces el rey y su hermano Bela celebraron un consejo y dividieron el reino en tres partes, de las cuales dos permanecieron bajo posesión de la majestad o poder reales y el tercero fue puesto en propiedad del duque. Esta primera división del reino se convirtió en la semilla de la discordia y las guerras entre los duques y los reyes de Hungría.
Crónica iluminada. 

El Reino de Hungría y el ducado (ducatus) en el.

Urgido por su hermano, Bela regresó en 1048 y recibió un tercio del reino, con el título de duque. El ducado (ducatus) de Bela abarcaba vastos territorios a lo largo de las fronteras oriental y septentrional, incluidas las regiones de Nyitra y Bihar. Poseía muchas prerrogativas reales, incluyendo la acuñación de monedas. Los medios denarios acuñados para Bela llevaban la inscripción BELA DUX («duque Bela»). Según Steinhübel, los muros de la fortaleza de Nyitra de mediados del siglo XI fueron erigidas en el reinado de Bela.
Los dos hermanos colaboraron estrechamente en los años siguientes. Según la Crónica iluminada, juntos elaboraron una estrategia militar contra los alemanes que invadían el reino frecuentemente a principios de los años 1050. Ferenc Makk indicó que los epítetos de Bela —el Campeón o el Bisonte— están relacionados con su lucha contra los alemanes. El cronista subraya que Andrés y Bela «vivieron en una apacible tranquilidad», incluso después de que Andrés engendrase un hijo, Salomón, en 1053. Bela fue uno de los testigos del acta de fundación de la abadía de Tihany, un monasterio benedictino que su hermano fundó en 1055.

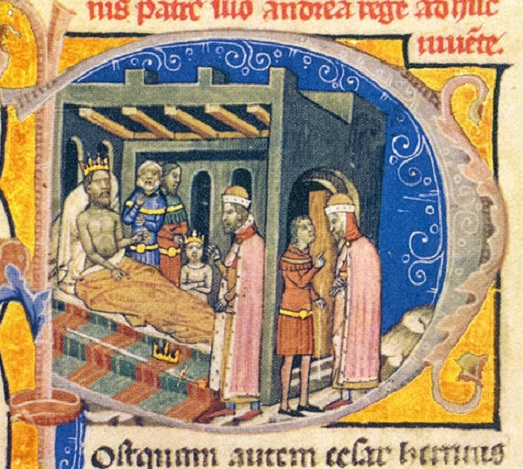
La escena de Tiszavárkony representada en la Crónica iluminada: el paralizado rey Andrés obliga al duque Bela a elegir entre la corona y la espada.

La buena relación entre los dos hermanos se deterioró después que el rey Andrés hiciese que el niño Salomón fuera coronado rey en 1057 o 1058. Esto fue consecuencia de las negociaciones de paz con el Sacro Imperio Romano Germánico, porque los alemanes no aceptaron un matrimonio entre Salomón y Judit —la hermana del joven monarca alemán, Enrique IV— hasta que el derecho de sucesión del príncipe húngaro se proclamó y confirmó públicamente. Desde entonces, Andrés estuvo decidido a asegurar el trono para su hijo. Invitó a Bela a su mansión en Tiszavárkony, donde el monarca —que estaba postrado en cama por un derrame cerebral— le ofreció una opción aparentemente libre entre una corona y una espada (que eran los símbolos del poder real y ducal, respectivamente). Sin embargo, había ordenado que Bela fuera asesinado si elegía la corona. Luego de ser informado del plan secreto de su hermano por uno de sus partidarios en la corte real, Bela optó por la espada, pero inmediatamente después partió a Polonia.
Regresó a Hungría en el otoño de 1060 con tropas polacas que el duque Boleslao II el Temerario le había proporcionado. Por entonces, los refuerzos alemanes llegaron a Hungría para auxiliar a Andrés ante la ofensiva de su hermano. La guerra civil subsiguiente terminó con la victoria de este, que derrotó al rey en dos batallas sucesivas libradas junto a los ríos Tisza y en Moson. El rey resultó gravemente herido y murió poco después. Sus partisanos llevaron al joven Salomón a Alemania.

## Reinado
Bela fue coronado rey en Székesfehérvár el 6 de diciembre de 1060. Ordenó que «las esposas y los hijos y los bienes de aquellos que habían seguido» a su sobrino a Alemania «debían ser protegidos y mantenidos sanos y salvos», lo que indujo a muchos de los partisanos de Salomón a reconciliarse con el gobierno de Bela y regresar a Hungría. Reformó el sistema de acuñación e puso en circulación «grandes monedas de la plata más refinada». Con el fin de estabilizar la nueva moneda, aumentó los precios y eliminó el mercado negro. También ordenó que los mercados semanales se celebraran los sábados, en lugar de los domingos. La historiadora Nora Berend afirmó que la última medida «pudo haber afectado negativamente las actividades de los judíos», porque estos —que observaban el sabbat— no podían trabajar los sábados.
El rey decidió discutir sus innovaciones con representantes de los hombres libres y «envió heraldos a toda Hungría para convocar a dos ancianos con el don de la palabra de cada pueblo a un consejo real», según la Crónica iluminada. Una gran multitud de plebeyos se reunió en Székesfehérvár en 1061 y exigió la restauración del paganismo y el asesinato de clérigos, pero Bela llamó al ejército y sofocó el levantamiento en tres días.
Entretanto, intentó llegar a un nuevo tratado de paz con el Sacro Imperio. Para este propósito, liberó poco después de su coronación a los comandantes alemanes que habían ayudado a su hermano durante la guerra civil. No obstante, los asesores del joven monarca alemán rechazaron las propuestas de Bela. En el verano de 1063, una asamblea de príncipes alemanes decidió emprender una expedición militar contra Hungría para restaurar al joven Salomón en el trono. Bela estaba planeando abdicar a favor de su sobrino si este restauraba su ducado anterior, pero fue herido gravemente cuando «el trono en el que estaba [sentado] se vino abajo» en su mansión en Dömös. El monarca —que estaba «medio muerto», según la Crónica iluminada— fue transportado a las fronteras occidentales del reino; murió en el arroyo Kinizsa el 11 de septiembre de 1063. Fue enterrado en la abadía benedictina de Szekszárd, que había construido en 1061. Después de la muerte de Bela, sus tres hijos —Geza, Ladislao y Lampert— buscaron refugio en Polonia y Salomón ascendió al trono.

## Matrimonio y descendencia
Bela se casó (c. 1033) con una hija del rey Miecislao II Lampert de Polonia. Según Makk, su nombre era Riquilda (o Adelaida). Sus hijos mayores, Geza y Ladislao —que se convirtieron en reyes de Hungría en 1074 y 1077, respectivamente— nacieron en Polonia en los años 1040. El tercer hijo de Bela, Lampert, nació después de su regreso a Hungría.
A Lampert le siguió una hija llamada Sofía, que se casó por primera vez con el margrave de Carniola Ulrico I y, más tarde, con el duque Magnus de Sajonia. Su hermana menor, Eufemia, se convirtió en la esposa del duque Otón I de Olomouc; según algunos historiadores, era hija de Andrés I. La tercera hija de Bela, Helena, fue la consorte del rey Demetrio Zvonimir de Croacia. Una hija no identificada de Bela fue la primera esposa del noble húngaro Lampert del clan Hont-Pázmány. Según el historiador Martin Dimnik, Bela también engendró una quinta hija, Lanka, que fue la esposa del príncipe Rostislav Vladimirovich de Tmutarakáñ.

La siguiente genealogía presenta los antepasados de Bela I de Hungría y sus familiares mencionados en el artículo:
|                                                          |                                                          |                                                          |                                                          |                                                          |                                                          | gran príncipe Taksony | gran príncipe Taksony | gran príncipe Taksony     | gran príncipe Taksony     | gran príncipe Taksony     | gran príncipe Taksony     |                           |                           | una dama «cumana»*       | una dama «cumana»*       | una dama «cumana»* | una dama «cumana»* | una dama «cumana»* | una dama «cumana»* |                   |                   |                        |                        |                               |                               |                               |                               |                               |                               |                       |                       |          |          |                     |                     |                     |                     |                     |                     |                         |                         |                         |                         |                         |                         |  |  |         |         |         |         |         |         |  |  |                   |                   |                   |                   |                   |                   |
|                                                          |                                                          |                                                          |                                                          |                                                          |                                                          | gran príncipe Taksony | gran príncipe Taksony | gran príncipe Taksony     | gran príncipe Taksony     | gran príncipe Taksony     | gran príncipe Taksony     |                           |                           | una dama «cumana»*       | una dama «cumana»*       | una dama «cumana»* | una dama «cumana»* | una dama «cumana»* | una dama «cumana»* |                   |                   |                        |                        |                               |                               |                               |                               |                               |                               |                       |                       |          |          |                     |                     |                     |                     |                     |                     |                         |                         |                         |                         |                         |                         |  |  |         |         |         |         |         |         |  |  |                   |                   |                   |                   |                   |                   |
|                                                          |                                                          |                                                          |                                                          |                                                          |                                                          |                       |                       |                           |                           |                           |                           |                           |                           |                          |                          |                    |                    |                    |                    |                   |                   |                        |                        |                               |                               |                               |                               |                               |                               |                       |                       |          |          |                     |                     |                     |                     |                     |                     |                         |                         |                         |                         |                         |                         |  |  |         |         |         |         |         |         |  |  |                   |                   |                   |                   |                   |                   |
|                                                          |                                                          |                                                          |                                                          |                                                          |                                                          |                       |                       |                           |                           |                           |                           |                           |                           |                          |                          |                    |                    |                    |                    |                   |                   |                        |                        |                               |                               |                               |                               |                               |                               |                       |                       |          |          |                     |                     |                     |                     |                     |                     |                         |                         |                         |                         |                         |                         |  |  |         |         |         |         |         |         |  |  |                   |                   |                   |                   |                   |                   |
| gran príncipe Géza (r. 972-997)                          | gran príncipe Géza (r. 972-997)                          | gran príncipe Géza (r. 972-997)                          | gran príncipe Géza (r. 972-997)                          | gran príncipe Géza (r. 972-997)                          | gran príncipe Géza (r. 972-997)                          |                       |                       |                           |                           |                           |                           |                           |                           | Miguel de Hungría        | Miguel de Hungría        | Miguel de Hungría  | Miguel de Hungría  | Miguel de Hungría  | Miguel de Hungría  |                   |                   | una princesa búlgara** | una princesa búlgara** | una princesa búlgara**        | una princesa búlgara**        | una princesa búlgara**        | una princesa búlgara**        |                               |                               |                       |                       |          |          |                     |                     |                     |                     |                     |                     |                         |                         |                         |                         |                         |                         |  |  |         |         |         |         |         |         |  |  |                   |                   |                   |                   |                   |                   |
| gran príncipe Géza (r. 972-997)                          | gran príncipe Géza (r. 972-997)                          | gran príncipe Géza (r. 972-997)                          | gran príncipe Géza (r. 972-997)                          | gran príncipe Géza (r. 972-997)                          | gran príncipe Géza (r. 972-997)                          |                       |                       |                           |                           |                           |                           |                           |                           | Miguel de Hungría        | Miguel de Hungría        | Miguel de Hungría  | Miguel de Hungría  | Miguel de Hungría  | Miguel de Hungría  |                   |                   | una princesa búlgara** | una princesa búlgara** | una princesa búlgara**        | una princesa búlgara**        | una princesa búlgara**        | una princesa búlgara**        |                               |                               |                       |                       |          |          |                     |                     |                     |                     |                     |                     |                         |                         |                         |                         |                         |                         |  |  |         |         |         |         |         |         |  |  |                   |                   |                   |                   |                   |                   |
|                                                          |                                                          |                                                          |                                                          |                                                          |                                                          |                       |                       |                           |                           |                           |                           |                           |                           |                          |                          |                    |                    |                    |                    |                   |                   |                        |                        |                               |                               |                               |                               |                               |                               |                       |                       |          |          |                     |                     |                     |                     |                     |                     |                         |                         |                         |                         |                         |                         |  |  |         |         |         |         |         |         |  |  |                   |                   |                   |                   |                   |                   |
|                                                          |                                                          |                                                          |                                                          |                                                          |                                                          |                       |                       |                           |                           |                           |                           |                           |                           |                          |                          |                    |                    |                    |                    |                   |                   |                        |                        |                               |                               |                               |                               |                               |                               |                       |                       |          |          |                     |                     |                     |                     |                     |                     |                         |                         |                         |                         |                         |                         |  |  |         |         |         |         |         |         |  |  |                   |                   |                   |                   |                   |                   |
| Esteban I de Hungría (r. 997-1038)                       | Esteban I de Hungría (r. 997-1038)                       | Esteban I de Hungría (r. 997-1038)                       | Esteban I de Hungría (r. 997-1038)                       | Esteban I de Hungría (r. 997-1038)                       | Esteban I de Hungría (r. 997-1038)                       |                       |                       |                           |                           | una dama del clan Tátony  | una dama del clan Tátony  | una dama del clan Tátony  | una dama del clan Tátony  | una dama del clan Tátony | una dama del clan Tátony |                    |                    | Basilio (Vazul)    | Basilio (Vazul)    | Basilio (Vazul)   | Basilio (Vazul)   | Basilio (Vazul)        | Basilio (Vazul)        |                               |                               | Ladislao «el Calvo»           | Ladislao «el Calvo»           | Ladislao «el Calvo»           | Ladislao «el Calvo»           | Ladislao «el Calvo»   | Ladislao «el Calvo»   |          |          |                     |                     |                     |                     |                     |                     |                         |                         |                         |                         |                         |                         |  |  |         |         |         |         |         |         |  |  |                   |                   |                   |                   |                   |                   |
| Esteban I de Hungría (r. 997-1038)                       | Esteban I de Hungría (r. 997-1038)                       | Esteban I de Hungría (r. 997-1038)                       | Esteban I de Hungría (r. 997-1038)                       | Esteban I de Hungría (r. 997-1038)                       | Esteban I de Hungría (r. 997-1038)                       |                       |                       |                           |                           | una dama del clan Tátony  | una dama del clan Tátony  | una dama del clan Tátony  | una dama del clan Tátony  | una dama del clan Tátony | una dama del clan Tátony |                    |                    | Basilio (Vazul)    | Basilio (Vazul)    | Basilio (Vazul)   | Basilio (Vazul)   | Basilio (Vazul)        | Basilio (Vazul)        |                               |                               | Ladislao «el Calvo»           | Ladislao «el Calvo»           | Ladislao «el Calvo»           | Ladislao «el Calvo»           | Ladislao «el Calvo»   | Ladislao «el Calvo»   |          |          |                     |                     |                     |                     |                     |                     |                         |                         |                         |                         |                         |                         |  |  |         |         |         |         |         |         |  |  |                   |                   |                   |                   |                   |                   |
|                                                          |                                                          |                                                          |                                                          |                                                          |                                                          |                       |                       |                           |                           |                           |                           |                           |                           |                          |                          |                    |                    |                    |                    |                   |                   |                        |                        |                               |                               |                               |                               |                               |                               |                       |                       |          |          |                     |                     |                     |                     |                     |                     |                         |                         |                         |                         |                         |                         |  |  |         |         |         |         |         |         |  |  |                   |                   |                   |                   |                   |                   |
|                                                          |                                                          |                                                          |                                                          |                                                          |                                                          |                       |                       |                           |                           |                           |                           |                           |                           |                          |                          |                    |                    |                    |                    |                   |                   |                        |                        |                               |                               |                               |                               |                               |                               |                       |                       |          |          |                     |                     |                     |                     |                     |                     |                         |                         |                         |                         |                         |                         |  |  |         |         |         |         |         |         |  |  |                   |                   |                   |                   |                   |                   |
| Levente                                                  | Levente                                                  | Levente                                                  | Levente                                                  | Levente                                                  | Levente                                                  |                       |                       | Andrés I (r. 1046-1060)   | Andrés I (r. 1046-1060)   | Andrés I (r. 1046-1060)   | Andrés I (r. 1046-1060)   | Andrés I (r. 1046-1060)   | Andrés I (r. 1046-1060)   |                          |                          | Anastasia de Kiev  | Anastasia de Kiev  | Anastasia de Kiev  | Anastasia de Kiev  | Anastasia de Kiev | Anastasia de Kiev |                        |                        |                               |                               | Bela I (r. 1060-1063)         | Bela I (r. 1060-1063)         | Bela I (r. 1060-1063)         | Bela I (r. 1060-1063)         | Bela I (r. 1060-1063) | Bela I (r. 1060-1063) |          |          | Riquilda de Polonia | Riquilda de Polonia | Riquilda de Polonia | Riquilda de Polonia | Riquilda de Polonia | Riquilda de Polonia |                         |                         |                         |                         |                         |                         |  |  |         |         |         |         |         |         |  |  |                   |                   |                   |                   |                   |                   |
| Levente                                                  | Levente                                                  | Levente                                                  | Levente                                                  | Levente                                                  | Levente                                                  |                       |                       | Andrés I (r. 1046-1060)   | Andrés I (r. 1046-1060)   | Andrés I (r. 1046-1060)   | Andrés I (r. 1046-1060)   | Andrés I (r. 1046-1060)   | Andrés I (r. 1046-1060)   |                          |                          | Anastasia de Kiev  | Anastasia de Kiev  | Anastasia de Kiev  | Anastasia de Kiev  | Anastasia de Kiev | Anastasia de Kiev |                        |                        |                               |                               | Bela I (r. 1060-1063)         | Bela I (r. 1060-1063)         | Bela I (r. 1060-1063)         | Bela I (r. 1060-1063)         | Bela I (r. 1060-1063) | Bela I (r. 1060-1063) |          |          | Riquilda de Polonia | Riquilda de Polonia | Riquilda de Polonia | Riquilda de Polonia | Riquilda de Polonia | Riquilda de Polonia |                         |                         |                         |                         |                         |                         |  |  |         |         |         |         |         |         |  |  |                   |                   |                   |                   |                   |                   |
|                                                          |                                                          |                                                          |                                                          |                                                          |                                                          |                       |                       |                           |                           |                           |                           |                           |                           |                          |                          |                    |                    |                    |                    |                   |                   |                        |                        |                               |                               |                               |                               |                               |                               |                       |                       |          |          |                     |                     |                     |                     |                     |                     |                         |                         |                         |                         |                         |                         |  |  |         |         |         |         |         |         |  |  |                   |                   |                   |                   |                   |                   |
|                                                          |                                                          |                                                          |                                                          |                                                          |                                                          |                       |                       |                           |                           |                           |                           | Salomón (r. 1063-1074)    |                           |                          |                          |                    |                    |                    |                    |                   |                   |                        |                        |                               |                               |                               |                               |                               |                               |                       |                       |          |          |                     |                     |                     |                     |                     |                     |                         |                         |                         |                         |                         |                         |  |  |         |         |         |         |         |         |  |  |                   |                   |                   |                   |                   |                   |
|                                                          |                                                          |                                                          |                                                          |                                                          |                                                          |                       |                       |                           |                           |                           |                           |                           |                           |                          |                          |                    |                    |                    |                    |                   |                   |                        |                        |                               |                               |                               |                               |                               |                               |                       |                       |          |          |                     |                     |                     |                     |                     |                     |                         |                         |                         |                         |                         |                         |  |  |         |         |         |         |         |         |  |  |                   |                   |                   |                   |                   |                   |
|                                                          |                                                          |                                                          |                                                          |                                                          |                                                          |                       |                       |                           |                           |                           |                           |                           |                           |                          |                          |                    |                    |                    |                    |                   |                   |                        |                        |                               |                               |                               |                               |                               |                               |                       |                       |          |          |                     |                     |                     |                     |                     |                     |                         |                         |                         |                         |                         |                         |  |  |         |         |         |         |         |         |  |  |                   |                   |                   |                   |                   |                   |
|                                                          |                                                          |                                                          |                                                          |                                                          |                                                          |                       |                       |                           |                           |                           |                           |                           |                           |                          |                          |                    |                    |                    |                    |                   |                   |                        |                        |                               |                               |                               |                               |                               |                               |                       |                       |          |          |                     |                     |                     |                     |                     |                     |                         |                         |                         |                         |                         |                         |  |  |         |         |         |         |         |         |  |  |                   |                   |                   |                   |                   |                   |
| Geza I (r. 1074-1077)                                    | Geza I (r. 1074-1077)                                    | Geza I (r. 1074-1077)                                    | Geza I (r. 1074-1077)                                    | Geza I (r. 1074-1077)                                    | Geza I (r. 1074-1077)                                    |                       |                       | Ladislao I (r. 1077-1095) | Ladislao I (r. 1077-1095) | Ladislao I (r. 1077-1095) | Ladislao I (r. 1077-1095) | Ladislao I (r. 1077-1095) | Ladislao I (r. 1077-1095) |                          |                          | Lampert            | Lampert            | Lampert            | Lampert            | Lampert           | Lampert           |                        |                        | Magnus de Sajonia             | Magnus de Sajonia             | Magnus de Sajonia             | Magnus de Sajonia             | Magnus de Sajonia             | Magnus de Sajonia             |                       |                       | Sofía    | Sofía    | Sofía               | Sofía               | Sofía               | Sofía               |                     |                     | Ulrico I de Carniola    | Ulrico I de Carniola    | Ulrico I de Carniola    | Ulrico I de Carniola    | Ulrico I de Carniola    | Ulrico I de Carniola    |  |  | Eufemia | Eufemia | Eufemia | Eufemia | Eufemia | Eufemia |  |  | Otón I de Olomouc | Otón I de Olomouc | Otón I de Olomouc | Otón I de Olomouc | Otón I de Olomouc | Otón I de Olomouc |
| Geza I (r. 1074-1077)                                    | Geza I (r. 1074-1077)                                    | Geza I (r. 1074-1077)                                    | Geza I (r. 1074-1077)                                    | Geza I (r. 1074-1077)                                    | Geza I (r. 1074-1077)                                    |                       |                       | Ladislao I (r. 1077-1095) | Ladislao I (r. 1077-1095) | Ladislao I (r. 1077-1095) | Ladislao I (r. 1077-1095) | Ladislao I (r. 1077-1095) | Ladislao I (r. 1077-1095) |                          |                          | Lampert            | Lampert            | Lampert            | Lampert            | Lampert           | Lampert           |                        |                        | Magnus de Sajonia             | Magnus de Sajonia             | Magnus de Sajonia             | Magnus de Sajonia             | Magnus de Sajonia             | Magnus de Sajonia             |                       |                       | Sofía    | Sofía    | Sofía               | Sofía               | Sofía               | Sofía               |                     |                     | Ulrico I de Carniola    | Ulrico I de Carniola    | Ulrico I de Carniola    | Ulrico I de Carniola    | Ulrico I de Carniola    | Ulrico I de Carniola    |  |  | Eufemia | Eufemia | Eufemia | Eufemia | Eufemia | Eufemia |  |  | Otón I de Olomouc | Otón I de Olomouc | Otón I de Olomouc | Otón I de Olomouc | Otón I de Olomouc | Otón I de Olomouc |
|                                                          |                                                          |                                                          |                                                          |                                                          |                                                          |                       |                       |                           |                           |                           |                           |                           |                           |                          |                          |                    |                    |                    |                    |                   |                   |                        |                        |                               |                               |                               |                               |                               |                               |                       |                       |          |          |                     |                     |                     |                     |                     |                     |                         |                         |                         |                         |                         |                         |  |  |         |         |         |         |         |         |  |  |                   |                   |                   |                   |                   |                   |
|                                                          |                                                          |                                                          |                                                          |                                                          |                                                          |                       |                       |                           |                           |                           |                           |                           |                           |                          |                          |                    |                    |                    |                    |                   |                   |                        |                        |                               |                               |                               |                               |                               |                               |                       |                       |          |          |                     |                     |                     |                     |                     |                     |                         |                         |                         |                         |                         |                         |  |  |         |         |         |         |         |         |  |  |                   |                   |                   |                   |                   |                   |
|                                                          |                                                          |                                                          |                                                          |                                                          |                                                          |                       |                       |                           |                           |                           |                           |                           |                           |                          |                          |                    |                    |                    |                    |                   |                   |                        |                        |                               |                               |                               |                               |                               |                               |                       |                       |          |          |                     |                     |                     |                     |                     |                     |                         |                         |                         |                         |                         |                         |  |  |         |         |         |         |         |         |  |  |                   |                   |                   |                   |                   |                   |
| Demetrio Zvonimir de Croacia (rey de Croacia, 1076-1089) | Demetrio Zvonimir de Croacia (rey de Croacia, 1076-1089) | Demetrio Zvonimir de Croacia (rey de Croacia, 1076-1089) | Demetrio Zvonimir de Croacia (rey de Croacia, 1076-1089) | Demetrio Zvonimir de Croacia (rey de Croacia, 1076-1089) | Demetrio Zvonimir de Croacia (rey de Croacia, 1076-1089) |                       |                       | Helena                    | Helena                    | Helena                    | Helena                    | Helena                    | Helena                    |                          |                          | hija               | hija               | hija               | hija               | hija              | hija              |                        |                        | Lampert del clan Hont-Pázmány | Lampert del clan Hont-Pázmány | Lampert del clan Hont-Pázmány | Lampert del clan Hont-Pázmány | Lampert del clan Hont-Pázmány | Lampert del clan Hont-Pázmány |                       |                       | Lanka*** | Lanka*** | Lanka***            | Lanka***            | Lanka***            | Lanka***            |                     |                     | Rostislav de Tmutarakáñ | Rostislav de Tmutarakáñ | Rostislav de Tmutarakáñ | Rostislav de Tmutarakáñ | Rostislav de Tmutarakáñ | Rostislav de Tmutarakáñ |  |  |         |         |         |         |         |         |  |  |                   |                   |                   |                   |                   |                   |
| Demetrio Zvonimir de Croacia (rey de Croacia, 1076-1089) | Demetrio Zvonimir de Croacia (rey de Croacia, 1076-1089) | Demetrio Zvonimir de Croacia (rey de Croacia, 1076-1089) | Demetrio Zvonimir de Croacia (rey de Croacia, 1076-1089) | Demetrio Zvonimir de Croacia (rey de Croacia, 1076-1089) | Demetrio Zvonimir de Croacia (rey de Croacia, 1076-1089) |                       |                       | Helena                    | Helena                    | Helena                    | Helena                    | Helena                    | Helena                    |                          |                          | hija               | hija               | hija               | hija               | hija              | hija              |                        |                        | Lampert del clan Hont-Pázmány | Lampert del clan Hont-Pázmány | Lampert del clan Hont-Pázmány | Lampert del clan Hont-Pázmány | Lampert del clan Hont-Pázmány | Lampert del clan Hont-Pázmány |                       |                       | Lanka*** | Lanka*** | Lanka***            | Lanka***            | Lanka***            | Lanka***            |                     |                     | Rostislav de Tmutarakáñ | Rostislav de Tmutarakáñ | Rostislav de Tmutarakáñ | Rostislav de Tmutarakáñ | Rostislav de Tmutarakáñ | Rostislav de Tmutarakáñ |  |  |         |         |         |         |         |         |  |  |                   |                   |                   |                   |                   |                   |

* Una mujer de origen jázaro, pechenego o búlgaro del Volga.
** Györffy menciona que ella podría pertenecer a la dinastía de los Cometopulos en Bulgaria.
** Lanka no es mencionada como hija de Bela I por la mayoría de historiadores.